# 日本全國民營電視四台化

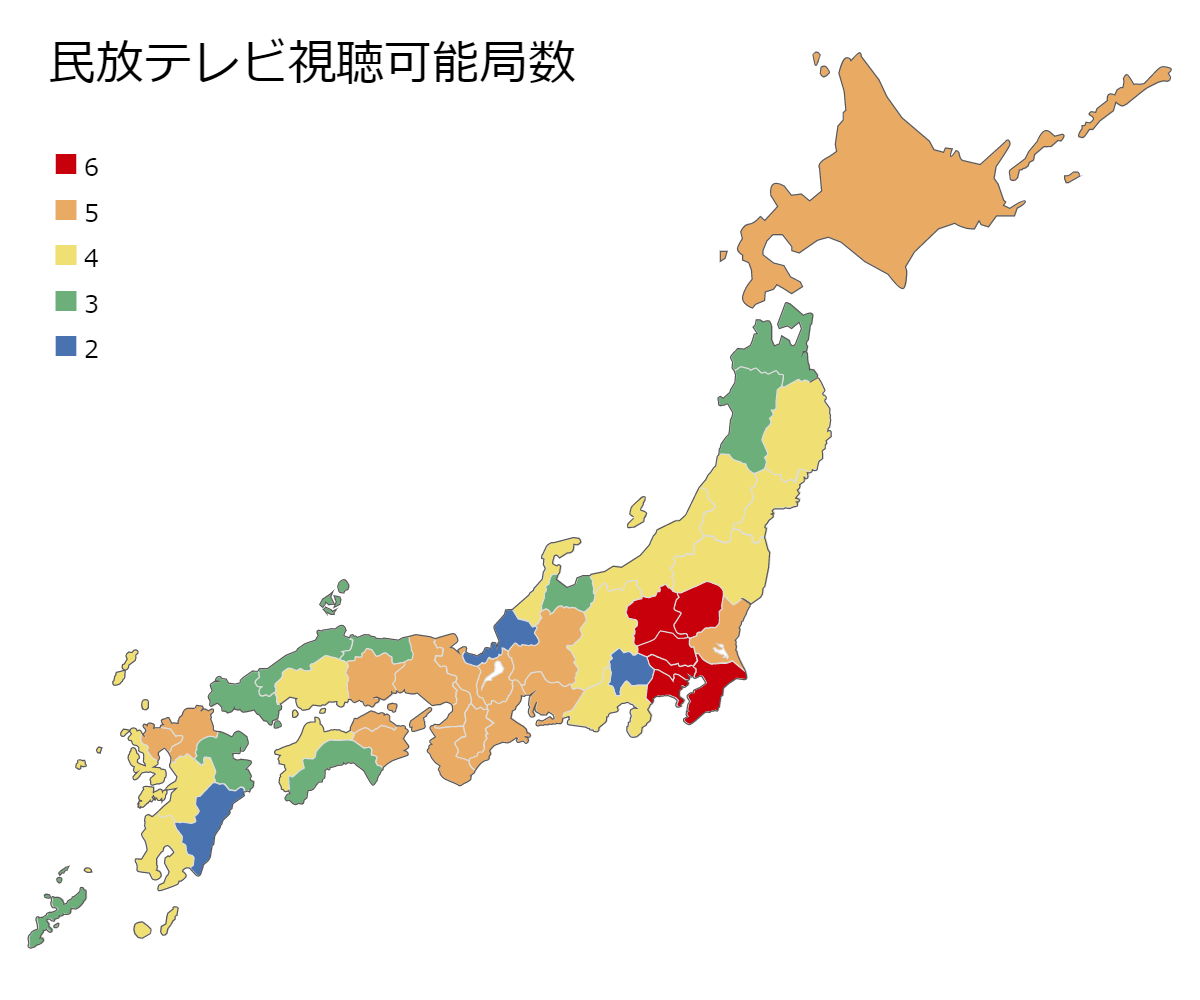
日本各都道府縣可收看的民營電視台數
有11個縣可收看到的台數不足四台

日本全國民營電視四台化（日语：民放テレビ全国四波化，みんぽうテレビぜんこくよんぱか）是指1986年1月17日日本郵政省提出的縮小各地資訊差距的政策，目標在各都道府縣均有至少四家民營電視台（JNN、NNN・NNS、FNN・FNS、ANN）。1983年時，實現這一目標的有北海道、宮城、福島、關東廣域圈、新潟、靜岡、中京廣域圈、近畿廣域圈、岡山縣及香川縣、廣島、福岡11地區（25都道府縣）。在這一政策的影響下，1980年代後期至1990年代前期，日本各地開設了第三家及第四家民營電視台，令岩手、山形、長野、石川、愛媛、長崎、熊本、鹿兒島8縣擁有了四家民營電視台；青森、秋田、富山、山口、高知、大分、沖繩7縣雖未開設第四家民營電視台，但開設了第三家民營電視台。